# Southerniella cylindrolaimus
Southerniella cylindrolaimus är en rundmaskart som först beskrevs av Chhitwood 1936.  Southerniella cylindrolaimus ingår i släktet Southerniella och familjen Axonolaimidae. Inga underarter finns listade i Catalogue of Life.